# El sueño de todos
El sueño de todos es una película documental chilena de 2014 dirigida por Hernán Caffiero, en donde se realiza un seguimiento a la Selección de fútbol de Chile durante todo el proceso de clasificación a la Copa Mundial de Fútbol de 2014 en Brasil.
Es la primera película rodada en formato 3D en Chile.

## Producción
Durante varios años, Caffiero y su equipo siguieron a «La Roja» en su periplo por clasificar al próximo mundial en Brasil. Imágenes filmadas durante los partidos, como previo a estos; en entrenamientos y conversaciones en el Complejo Deportivo Juan Pinto Durán. Tomas realizadas con 15 cámaras por partido, uso de grúas y estabilizadores de cámara, dando como resultado cientos de horas de grabación.
Es la primera película filmada en Chile con cámaras 3D, y si bien contó con el apoyo de la Asociación Nacional de Fútbol Profesional (ANFP) para poderla realizar, la inversión monetaria corrió por parte del director y su equipo, teniendo recurrir a su entorno, préstamos e hipotecar casas.

## Crítica
El capitán de la selección, Claudio Bravo, criticó su llegada al cine ya que a su entender sería un documental para ser exhibido de forma gratuita y «no para lucrar en el cine», lo que fue replicado por Gary Medel y Arturo Vidal. La producción respondió que fue «un arrebato del arquero», ya que ninguna película en 3D era gratis. Y que «hay un contrato de por medio con la ANFP».
Ante la crítica de Bravo, el director dijo: 

Este impasse a nosotros nos tocó muy fuerte, pero la verdad es que no teníamos mucho pito que tocar, porque todo lo hicimos a través de la ANFP. Cuando sabes que estás invirtiendo tanto tiempo, tanto recurso, tanto trabajo, no piensas en las críticas que pueden llegar. Para nosotros fue heavy que se hablara de lucro, cuando la verdad es que nosotros no podemos entregar gratis nuestro trabajo, porque requiere ser remunerado. Este proyecto todavía está en proceso de recuperación de costos. Creo que esto pasó por desconocer el mundo audiovisual en Chile, donde muy pocos ganan.
Hernán Caffiero, 12 de abril de 2014, EMOL.